# Rémi Lelandais
Rémi Lelandais (Ambilly, 27 augustus 2002) is een Frans wielrenner. Hij legt zich voornamelijk toe op het veldrijden.

## Biografie
Lelandais presteerde als junior sterk in het seizoen 2019-2020. Zo werd hij nationaal vice-kampioen. Tevens stond hij twee keer op het podium van een wereldbekercross. In Namen als derde. drie weken later in Nommay moest hij enkel Thibau Nys voor zich dulden. In de eindstand van de wereldbeker eindigde hij dat jaar als vijfde.
Bij zijn overstap naar de belofte tekende Rémi Lelandais een contract bij het Cross Team Legendre. Een Franse ploeg die zich helemaal toelegt op het veldrijden. Hij zou ruim drie jaar bij deze ploeg blijven, tot ze in augustus 2023 op hield te bestaan. In zijn periode bij deze ploeg ontwikkelde de jonge Lelandais zich verder als veldrijder. Zo werd hij in 2022 eindwinnaar van de coupe de France U23. De veldritjaargang 2023-2024 was voor hem de laatste als belofte. Hij presteerde dat seizoen sterk. Tijdens de Europese kampioenschappen snelde hij samen met ploeggenoten: Aubin Sparfel, Célia Gery, Electa Gallezot, Hélène Clauzel & Joshua Dubau naar de allereerste Europese titel in de gemengde ploegenestafette. Individueel veroverde hij de bonzen medaille in de belofte wedstrijd.

## Palmares

### Wegwielrennen
2023
Bergklassement Tour du Pays de Montbéliard
2024
Bergklassement Ronde van de Ain
2025
1e etappe Ronde van de Elzas (TTT)

### Veldrijden

#### Resultatentabel elite
| Seizoen   |    | WK  | EK  | FK  |    | Klassementen | Klassementen | Klassementen | Klassementen | Klassementen | Klassementen |       | UCI- ranking |  | Podia | Podia | Podia | Aantal crossen |
| Seizoen   | WB | WK  | EK  | FK  | SP | Trofee       | TOI          | Swiss        | Coup de FR   | Goud         | Zilver       | Brons | UCI- ranking |  |       |       |       | Aantal crossen |
| --------- | -- | --- | --- | --- | -- | ------------ | ------------ | ------------ | ------------ | ------------ | ------------ | ----- | ------------ |  | ----- | ----- | ----- | -------------- |
| 2023-2024 |    |     |     |     |    | 62e          |              |              |              | 43e          | ↑            |       | 38e          |  | 1     | -     | -     | 11             |
| 2024-2025 |    | DNS | 17e | DNF |    | DNS          |              |              |              |              | 12e          |       | 100e         |  | 1     | 1     | 1     | 13             |
| Totaal    |    | –   | –   | -   |    | –            | –            | –            | –            | –            |              |       | –            |  | 2     | 1     | 1     | 24             |

#### Podiumplaatsen elite
| Legenda                       |
| ----------------------------- |
| Wereldkampioenschappen        |
| Continentale kampioenschappen |
| Nationale kampioenschappen    |
| Wereldbeker                   |
| Superprestige                 |
| Trofee                        |
| Overige veldritten            |

| Nr.           | Seizoen       | Datum            | Veldrit                        | Cat.          | Wedstrijdserie  |               |
| Overwinningen | Overwinningen | Overwinningen    | Overwinningen                  | Overwinningen | Overwinningen   | Overwinningen |
| ------------- | ------------- | ---------------- | ------------------------------ | ------------- | --------------- | ------------- |
| 1.            | 2023-2024     | 11 november 2023 | Cyclo-cross Albi, Albi         | C2            | Coupe de France | [ 3 ]         |
| 2.            | 2024-2025     | 16 november 2024 | Cyclo-cross Gernelle, Gernelle | C2            | Overige         | [ 4 ]         |
| 2e plaatsen   |               |                  |                                |               |                 |               |
| 1.            | 2024-2025     | 10 november 2024 | Cyclo-Cross Pierric, Pierric   | C2            | Coupe de France | [ 5 ]         |
| 3e plaatsen   |               |                  |                                |               |                 |               |
| 1.            | 2024-2025     | 20 oktober 2024  | Cyclocross Nommay, Nommay      | C2            | Coupe de France | [ 6 ]         |

### Jeugd
| Categorie | Seizoen   | Wereldbeker | Coupe de France       | WK  | EK  | FK     | Overige | Aantal zeges |
| --------- | --------- | ----------- | --------------------- | --- | --- | ------ | ------- | ------------ |
| Junioren  | 2018-2019 |             |                       | 37e | DNS | 6e     |         | 0            |
| Junioren  | 2019-2020 |             |                       | 35e | 12e | Zilver | Vittel  | 1            |
| Junioren  | Totaal    | 0           | 0                     | 0   | 0   | 0      | 1       | 1            |
| Beloften  | 2020-2021 |             |                       | 25e | DNS | 5e     |         | 0            |
| Beloften  | 2021-2022 |             | Bagnoles de l'Orne II | DNS | DNS | 7e     |         | 1            |
| Beloften  | 2022-2023 |             | Nommay II             | 12e | 8e  | Brons  |         | 0            |
| Beloften  | 2023-2024 |             |                       | DNS | ↑   | Zilver |         | 0            |
| Beloften  | Totaal    | 0           | 2                     | 0   | 0   | 0      | 0       | 2            |

## Ploegen
- 2021 –  Cross Team Legendre
- 2022 –  Cross Team Legendre
- 2023 –  Cross Team Legendre (tot 14/08)
- 2024 –  Arkéa-B&B Hôtels Continentale
- 2025 –  Arkéa-B&B Hôtels Continentale